# 25 de Mayo (1859)
El 25 de Mayo fue un buque de vapor de la Armada Argentina cuya captura en la Invasión paraguaya de Corrientes, junto a la del Gualeguay, motivó la incorporación de la República Argentina a la Guerra del Paraguay.

## Historia

### ElPrimer Argentino
A comienzos de 1855 la Compañía Argentina de Navegación a Vapor contrató en Gran Bretaña a través de una casa de comercio inglesa la construcción de un vapor destinado a servir de paquete en el Río de la Plata. En abril de 1855 ya se estaba construyendo el buque y el 26 de ese mes la prensa anunciaba que para agosto o a más tardar septiembre estaría en condiciones de pasar a Bayona (Francia) para recoger pasajeros con destino a la ciudad de Buenos Aires y Montevideo.
No obstante, la entrega se demoró y recién el 31 de enero de 1857 se anunciaba un acuerdo amistoso entre la Compañía Argentina y el comisionista, así como entre esta y el constructor del buque.
Arribó en febrero al estuario del Río de la Plata y con el nombre de Primer Argentino, al mando del capitán Esteban Gonnet y con Luis del Cerro como agente, inició de inmediato la carrera entre Buenos Aires, San Pedro, Obligado, San Nicolás de los Arroyos, Villa Constitución, Rosario y Paraná. 
Con casco de hierro y aparejo de pailebot de dos palos, tenía una eslora de 37 m, manga de 5 m, puntal de 4.75 m, un calado medio de 1 8 m y un desplazamiento de 110 t. Era impulado por una máquina de vapor oscilante de dos cilindros verticales con una potencia de 28 HP alimentada a carbón que movían dos ruedas laterales.
El 17 de junio de 1858 tuvo una colisión en el río Paraná con el vapor Sycee (el futuro Caaguazú).

### Guerra con la Confederación
El 19 de agosto de 1859 fue adquirido por el Estado de Buenos Aires a su nueva compañía agente Rubio y Casares para combatir a la escuadra de la Confederación Argentina. 
Tras ser alistado montando 9 cañones de a 12, al mando del capitán Domingo Pedraza y con una tripulación de 75 hombres, junto al Constitución, Guardia Nacional, Río Bamba, Buenos Aires y Caaguazú marchó en división a Rosario (Argentina). Participó del bombardeo de la ciudad del 20 y 21 de septiembre de 1859 y el 14 de octubre de 1859 participó del Combate de Martín García (1859) en que la escuadra porteña intentó infructuosamente detener a la escuadra nacional comandada por Mariano Cordero.

#### 25 de mayo
El 28 de octubre de 1859 fue denominado 25 de Mayo. En 1860, tras montarse 6 carronadas de a 16 y 1 cañón de a 8 montado en coliza sobre el castillo de proa, asumió el mando el capitán José María Manzano, quien lo entrega posteriormente al de igual grado Domingo Rodrigo. También desempeñan cargos similares Luis Py y Eulogio Díaz. Realiza numerosos viajes por el Paraná y el río Uruguay, muchos de ellos transportando a figuras principales de la política nacional: transporta así al doctor Dalmacio Vélez Sarsfield a Rosario, a los doce convencionales por Buenos Aires a la Asamblea Constituyente de Santa Fe de 1860 y al doctor Norberto de la Riestra a Paraná. 
El 23 de octubre de 1860 pasó a desarme en el Riachuelo y el 27 de noviembre de ese año fue vendido junto al Caaguazú con cláusula de retroventa a Manuel Sciurano, representante de su antiguo propietario, la Compañía Argentina de Navegación a Vapor de los Ríos de la Plata, Paraná y Uruguay, en $f 24350, volviendo a su primer nombre y servicio.
El 15 de junio de 1861 el gobierno porteño ejecutó la cláusula adquiriéndolo por 7000 onzas de oro sellado y recuperando su nombre, al mando de Plácido Goldriz cumplió tareas de control fluvial. En 1862 permaneció estacionario entre Rosario, Paraná y Santa Fe hasta octubre en que al mando accidental de Domingo Olivieri pasó a reparaciones en el Riachuelo, volviendo a Paraná a fin del año al mando de Goldriz.

### Guerra civil en Uruguay
En marzo de 1863 asumió el mando el teniente Carlos M. Massini. Al producirse la llamada Cruzada Libertadora de 1863 del 19 de abril de 1863 el 25 de Mayo fue movilizado al área del río Uruguay en salvaguardia de los intereses argentinos en la zona ante el conflicto civil en el Uruguay y entre julio y diciembre de ese año permaneció estacionario frente a Paysandú.
En 1864 pasó como estacionario a la isla Martín García hasta abril, partiendo entonces rumbo a la ciudad de Corrientes. En mayo regresó a la ciudad de Buenos Aires para efectuar urgentes reparaciones y entre octubre y diciembre, mientras se desarrollaban las principales acciones de la invasión Brasileña de 1864, permaneció estacionario en Concordia.

### Guerra del Paraguay
En enero de 1865 fue destacado brevemente a San José, pasando luego a Corrientes ante el agravamiento de la situación con Paraguay. 
Su pésimo estado obligaba a efectuar reparaciones, incluso en sus máquinas, por lo que no existiendo estado de guerra ni esperándose ningún ataque inminente, Massini decidió proceder. 
Frente a la ciudad se encontraba también el vapor Gualeguay, cuyo estado era igualmente deplorable. 
El 11 de mayo de 1865 el vapor 25 de Mayo fondeó frente a la desembocadura del arroyo Araza, manteniendo su armamento y tripulación a bordo, excepto el comandante Massini que se encontraba en tierra, mientras que el Gualeguay era atracado con planchada a tierra frente a la barranca y retirada la cubierta y sus armas, mientras su comandante y la mayor parte de la tripulación pasaba a tierra quedando de guardia el segundo al mando, subteniente Ceferino Ramírez, el condestable Santiago Ortiz, el baqueano José Bar y el grumete.
Alrededor de las 6 de la mañana del 13 de abril de 1865 cinco buques de guerra paraguayos al mando del comandante Pedro Ignacio Meza, los vapores Tacuarí (buque insignia, 6 cañones, José María Martínez), Ygurey (5 cañones, Remigio del Rosario Cabral), Paraguarí (4 cañones, José Alonso), Marqués de Olinda (4 cañones, Ezequiel Robles) e Yporá (4 cañones, Domingo Antonio Ortiz), con 2500 hombres de desembarco, pasaron ante la ciudad río abajo. Pese a que desde el 25 de Mayo identificaron la orden de cambiar de rumbo y prepararse a combate (el libro de señales era idéntico) el capitán Domingo Olivieri, segundo de a bordo, ordenó previsoramente cargar cañones pero también saludar a la flota paraguaya, la cual si responder viró nuevamente hacia el norte iniciando el ataque a las naves argentinas.
Mientras la mayor parte de los agresores se concentraban en el 25 de Mayo, el Olinda se encargó de reducir y poner a flote al Gualeguay, lo que consiguió con dificultad ante la resistencia de Ramírez y sus hombres, y el Igurey, con 300 hombres de tropa, consiguió abordar al 25 de Mayo. 
Los buques fueron remolcados hacia el Paraguay, tras algunos disparos sobre la población por parte del Paraguarí. 
Declarada la guerra al Paraguay tras la agresión armada a su territorio, a partir de 1866 y hasta su recuperación el 25 de Mayo continuó figurando en la nómina de la Armada como "Vapor Prisionero". Su dotación permaneció prisionera de las fuerzas de Francisco Solano López, en las mismas condiciones inhumanas que el dictador reservó para los restantes prisioneros de guerra y los disidentes.
El comandante Carlos Massini, su segundo Domingo Olivieri, los tenientes Fernando Leyton y Martín Calvo, los guardiamarinas Teófilo Seguí y Adolfo Carreras, el baqueano Federico Task, el primer ingeniero Hugo Bain y el contramaestre murieron en cautiverio. El teniente Vicente Constantino, un guardián segundo, un condestable, un carpintero un marinero, un soldado, dos artilleros de preferencia y un foguista pudieron sobrevivir hasta el fin de la guerra.
Respecto del 25 de Mayo, operó brevemente bajo bandera paraguaya y participó en las acciones de enero y febrero de 1866 sobre Puerto Corrales e Itaty. Sin embargo, el mal estado inicial del buque, la carencia de repuestos y de mantenimiento adecuado pronto lo dejaron inservible y permaneció fuera de servicio hasta que en enero de 1869 fue represado por las fuerzas brasileñas que lo encontraron en pésimas condiciones abandonado en un riacho. 
Entregado a la Armada Argentina el 15 de marzo de 1869, fue remolcado a Buenos Aires pero tras ser inspeccionado se descartó, considerando que no podía siquiera servir como pontón.